# Parantica tityoides
Parantica tityoides är en fjärilsart som beskrevs av Hagen 1890. Parantica tityoides ingår i släktet Parantica och familjen praktfjärilar. IUCN kategoriserar arten globalt som nära hotad. Inga underarter finns listade i Catalogue of Life.